# Petrophora virgaria
Petrophora virgaria là một loài bướm đêm trong họ Geometridae.